# Roy Orbison at the Rock House
Roy Orbison at the Rock House je první studiové album Roye Orbisona. Vydalo je v roce 1961 hudební vydavatelství Sun Records v době, kdy Orbison přešel k vydavatelství Monument, kde ale zatím ještě nevydal žádné album. Majitel Sun Records Sam Phillips vydal kolekci písní, které u firmy Orbison natočil mezi roky 1956 a 1958.
Většinu písní na albu napsal Phillips a jsou ve stylu rockabilly, jímž byl label Sun známý. Význačnými výjimkami jsou kompozice dalších umělců spolupracujících se Sunem Harolda Jenkinse (známého jako Conway Twitty) a Johnnyho Cashe.

## Seznam skladeb
1. „This Kind of Love“ (Sam Phillips)
2. „Devil Doll“ (Sam Phillips)
3. „You're My Baby“ (Johnny Cash)
4. „Rock House“ (Sam Phillips & Harold Jenkins)
5. „You're Gonna Cry“ (Sam Phillips)
6. „I Never Knew“ (Sam Phillips)
7. „Sweet and Easy to Love“ (Sam Phillips)
8. „Mean Little Mama“ (Sam Phillips)
9. „Ooby Dooby“ (Wade Moore & Dick Penner)
10. „Problem Child“ (Roy Orbison)